# Mesrop Mutafyan

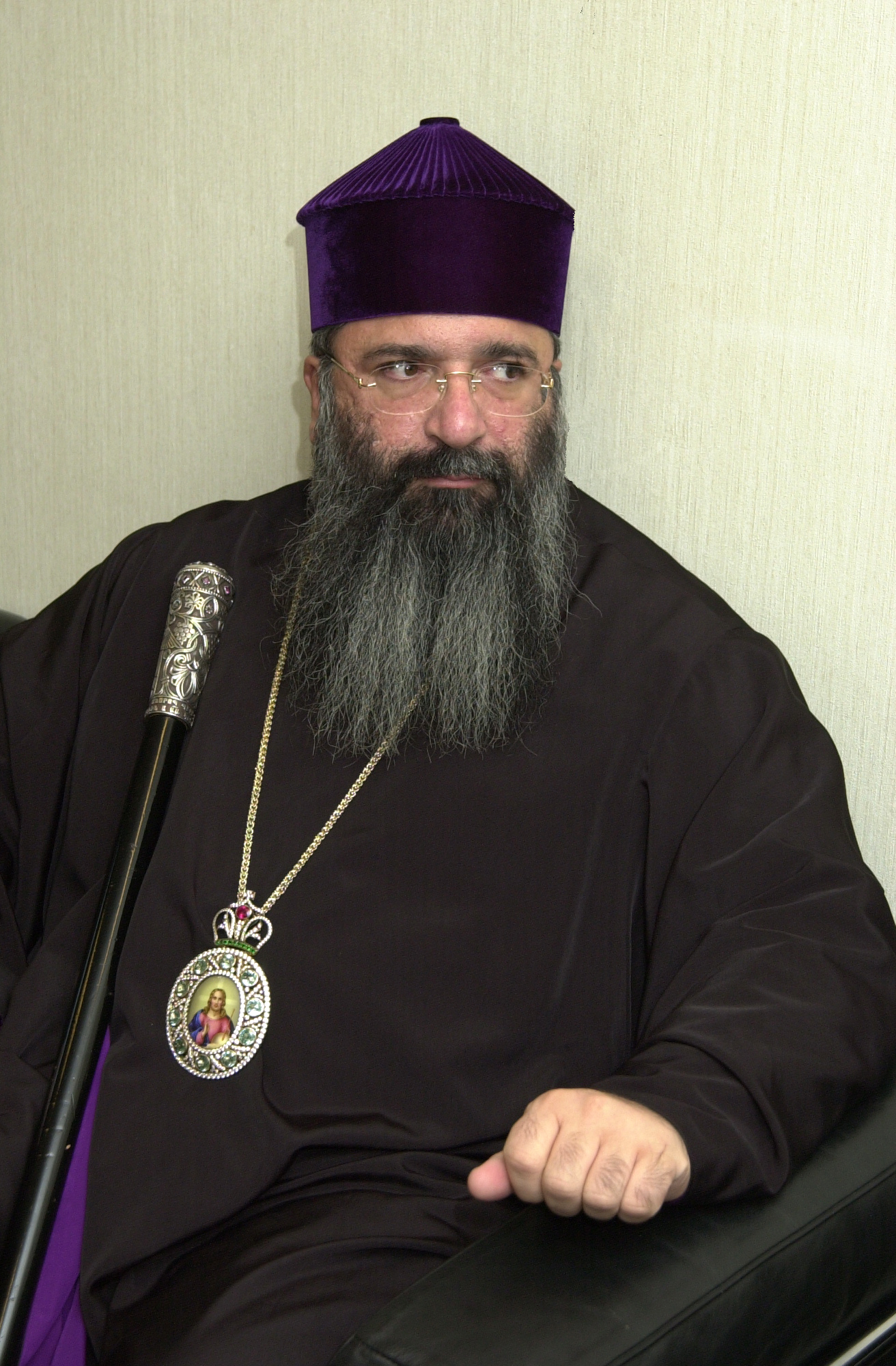
Mesrop II. Mutafyan (2002)

Mesrop II. Mutafyan, arm. Մեսրոպ Բ Մութաֆեան (* 16. Juni 1956 in Istanbul; † 8. März 2019 ebenda) war Erzbischof und Patriarch der Armenischen Apostolischen Kirche von Konstantinopel mit Sitz in Istanbul.

## Leben
Mesrop Mutafyan absolvierte die American High School in Kornwestheim bei Stuttgart und studierte von 1974 bis 1979 in Memphis Philosophie und Soziologie. Am 13. Mai 1979 wurde er in Istanbul zum Priester geweiht und zum Pfarrer der Insel Kınalı bestellt. Bis 1981 setzte er seine theologischen Studien in Jerusalem fort. Am 21. September 1986 wurde er in Etschmiadsin zum Bischof geweiht. Von 1982 bis 1990 koordinierte er die ökumenischen Beziehungen des Patriarchats. 1988/89 besuchte er die Päpstliche St.-Thomas-Universität (Angelicum) in Rom. 1993 wurde er zum Erzbischof der Prinzeninseln erhoben und wirkte ab 1997 als Generalvikar des Patriarchen. Nach dem Tod des Patriarchen Karekin II. Kazanjian wurde er am 16. März 1998 zum Thronverweser (locum tenens) gewählt. Im folgenden Wahlverfahren förderten lokale türkische Behörden die Ansprüche des dienstälteren Erzbischofs Shahan Sivaciyan von Skutari, doch konnte Mesrop Mutafyan schließlich gewählt und 1999 in sein Amt eingeführt werden.
Seine Gemeinde in der Türkei umfasst etwa 60.000 armenisch-orthodoxe Christen, von denen 45.000 in Istanbul leben. Dazu kommt eine unbekannte Anzahl an „Krypto-Armeniern“. Bis zu 1,5 Millionen Armenier starben, als im Schatten des Ersten Weltkrieges von den Osmanen der Völkermord an den Armeniern verübt wurde. Heute leben sie als kleine Gruppe in der Türkei.
Im Juli 2008 wurde bekannt, dass Patriarch Mesrob Mutafyan an Alzheimer und Demenz leidet, er hat sich seitdem aus der Öffentlichkeit völlig zurückgezogen. Er wurde seitdem von Aram Ateşyan vertreten.

## Wirken
Eine der wesentlichen Aufgaben des Patriarchen war es, zu verhindern, dass die verbliebenen Armenier weiterhin als Bürger zweiter Klasse behandelt werden und aufgrund der Repressionen das Land ihrer Vorfahren verlassen.
Mesrop II. verstand sein Amt als „Dienst im Sinne der Versöhnung“. Wie er immer wieder sagte, „kann dies nur durch Dialog und Behutsamkeit geschehen“.
Als Katholikos Karekin II. Nersissian von Etschmiadsin bei seiner ersten Pontifikalreise in die Türkei im Juni 2006 am 25. Juni auf einer Pressekonferenz die Anerkennung des Völkermords an den Armeniern forderte, erstattete der türkische Anwaltsverein Strafanzeige gegen ihn wegen „Beleidigung des Türkentums“. Karekin II. hatte auf Nachfrage türkischer Journalisten lediglich erklärt, der Genozid an den Armeniern sei eine unbestreitbare historische Tatsache. Er sagte wörtlich:
„Für unser Volk gibt es keine offene Frage. Dies ist etwas, was geschah und anerkannt werden muss. Die Frage des Genozids wird seit 90 Jahren von Akademikern erforscht.“
Patriarch Mesrob Mutafyan kritisierte daraufhin den Strafantrag des türkischen Anwaltsvereins:
„Obwohl die Rechtsprechung von der Exekutive unabhängig sein sollte, ist die Art und Weise, wie sich diese beiden Gewalten in der Türkei widersprechen, höchst seltsam. Während der Regierungschef und der Außenminister der Türkischen Republik eine gemeinsame Erforschung der Katastrophe von 1915 mit Armenien vorschlagen, zeigt die Jurisdiktion Null Toleranz gegenüber abweichenden Vorstellungen. Wie kann unter solchen Umständen der vorgeschlagene Prozess des Dialogs und gemeinsamen Studium stattfinden?“
Patriarch Mesrob hat den Mord an dem armenischen Publizisten und Zeitungsverleger Hrant Dink in Istanbul scharf verurteilt und eine 15-tägige kirchliche Trauerzeit ausgerufen. Es handle sich um ein sehr schwerwiegendes Ereignis, das gegen die Meinungsfreiheit gerichtet sei, so der Patriarch. Mesrob II. verurteilte den oder die Täter, er verschwieg aber nicht, dass er mit Dink nicht immer einer Meinung gewesen sei.